# Ectoedemia angulifasciella
Ectoedemia angulifasciella là một loài bướm đêm thuộc họ Nepticulidae. Nó được tìm thấy ở hầu hết châu Âu, ngoại trừ Mediterranean Islands.
Sải cánh dài 5–6 mm. Con trưởng thành bay vào tháng 7.
Ấu trùng ăn Filipendula vulgaris, Rosa canina, Rosa pendulina, Rosa sempervirens, Sanguisorba minor và Sanguisorba officinalis. Chúng ăn lá nơi chúng làm tổ. ==Tham khảo==